# Erica bocquetii
Erica bocquetii là một loài thực vật có hoa trong họ Thạch nam. Loài này được (Pesmen) P.F.Stevens mô tả khoa học đầu tiên năm 1978.